# Les Rose
Pour plus de détails, voir Fiche technique et Distribution.
Les Rose est un documentaire, sorti en 2020, du cinéaste québécois Félix Rose. Rose y raconte l’histoire de sa famille, d'origine ouvrière, qui fut au cœur de la crise d’Octobre 1970. Le film, coproduit par Babel Films et l’Office national du film du Canada (ONF), offre notamment une perspective intime sur le parcours des frères Paul et Jacques Rose, figures incontournables du Front de libération du Québec (FLQ), de même que celui de leur mère Rose Rose, militante pour la libération des prisonniers politiques.
Le documentaire reçoit une attention médiatique notable, notamment du New-York Times, qui s’intéresse au débat passionné autour du film et le qualifie de «succès surprise et de phénomène au Québec». Il remporte le Prix du public au Gala Québec Cinéma 2021.

## Synopsis
Le 10 octobre 1970, les membres de la cellule Chénier du FLQ (dont font partie Paul et Jacques Rose) enlèvent Pierre Laporte, ministre de l'Immigration, ministre du Travail et de la Main-d'œuvre et vice premier-ministre du Québec. S’ensuivront des événements qui marqueront le Québec à jamais : l’appel à l’armée canadienne, la proclamation de la Loi sur les mesures de guerre, l’emprisonnement d’environ 500 personnes et la mort de Pierre Laporte. Tout en déplorant cette tournure tragique, les ravisseurs ne se repentiront jamais, préférant assumer la responsabilité totale de leurs gestes,,,.
Cinquante ans plus tard, Félix Rose, qui tente de comprendre ce qui a pu mener son père Paul et son oncle Jacques à commettre de tels actes, plonge dans l’histoire familiale. Les Rose, famille ouvrière de Ville Jacques-Cartier, se retrouveront dans l’œil de la tempête sociale et politique québécoise pendant plus de dix ans, en particulier Rose Rose et ses fils.
Grâce aux confidences de son oncle Jacques, qui accepte pour la première fois de s’exprimer sur le sujet, aux traces précieuses laissées par son père et à la marque profonde imprimée par la grand-mère dans le cœur de ses enfants, Félix Rose fait revivre la richesse des liens familiaux et de l’héritage d’une famille témoin du Québec d’avant la Révolution tranquille,,,.
En suivant le fil de l’histoire familiale, depuis l’aïeul employé de la Redpath, de Saint-Henri aux taudis de Ville Jacques-Cartier, des ateliers du Canadien National (CN) aux comités citoyens de la fin des années 1960, Les Rose redonne à la crise d’Octobre et à l’action du FLQ leur dimension sociale. La lutte ouvrière reprenant sa juste place dans le récit, le film permet de toucher du doigt l’ampleur du «blocage social» tel qu’il était vécu par une jeunesse récemment scolarisée, alerte, et révoltée par les injustices endurées par la génération de ses parents,,,.
Alors que la violence et le terrorisme semblent être un cul-de-sac évident pour sa génération, Félix Rose tente d’entrevoir, sans l’excuser, l’état d’esprit qui a pu rendre ces méthodes attirantes pour certains militants des années 1960. Il fait le récit d'une époque où, selon le FLQ, les « voies démocratiques étaient bloquées », et où on considérait les droits, en particulier ceux des « petits », comme étant régulièrement bafoués. Des combats sont mis en lumière : luttes ouvrières, campagnes pour l’amélioration des conditions de détention dans les prisons, mouvements pour l'égalité des femmes dans le système judiciaire, etc.
Le documentaire permet la redécouverte du personnage de Rose Rose, femme du peuple peu scolarisée, mais d’une vive intelligence, profondément consciente des injustices sociales, qui, comme des milliers d’autres femmes d’une époque charnière, aurait pu rester dans l’anonymat, n’eût été le destin dramatique de ses fils. Fruit de milliers d’heures de recherche et d’entrevues étalées sur près de huit ans, ce documentaire, à travers l’histoire d’une famille au passé controversé, apporte un éclairage nouveau sur les luttes sociales et politiques d’une époque pas si lointaine,,.

## Intervenants
Félix Rose, qui assume sa subjectivité, a choisi de nommer les protagonistes du documentaire selon la nature de leur relation avec lui:
- Paul Rose, mon père
- Rose Rose, ma grand-mère
- Jacques Rose, mon oncle
- Suzanne Rose, ma tante
- Claire Rose, ma tante
- Andrée Bergeron, ma mère
- Lise Balcer, militante du FLQ en 1970
- Jacques Lanctôt, militant du FLQ en 1970, cellule Libération
- Marc Laurendeau, journaliste
- Me Robert Lemieux, avocat

Plusieurs personnalités publiques québécoises y font une apparition, notamment Jacques Ferron, Gilles Vigneault, Michel Chartrand, Charlotte Boisjoli, Louis Laberge, René Lévesque, Gaston Miron, Robert Charlebois, Armand Vaillancourt, Amir Khadir, Plume Latraverse, Yvon Deschamps, Pauline Julien et Pierre Falardeau.

## Fiche technique
| Réalisation et scénario       | Félix Rose                                                        |
| Direction de la photographie  | Éric Piccoli                                                      |
| Images additionnelles         | Vincent Allard                                                    |
| Montage                       | Michel Giroux                                                     |
| Musique                       | Philippe Brach et La Controverse                                  |
| Prise de son                  | Rosalie Rose                                                      |
| Conception sonore             | Jean-Philippe Goyette et Peak Media                               |
| Consultant à la scénarisation | Simon Beaulieu                                                    |
| Colorisation                  | Yannick Carrier                                                   |
| Productrice ONF               | Colette Loumède                                                   |
| Producteurs Babel Films       | Félix Rose, Éric Piccoli, Philippe-A. Allard et Marco Frascarelli |
| Productrice déléguée          | Mélanie Lasnier                                                   |
| Attachée de presse            | Nadine Viau                                                       |
| Distribution                  | Office national du film (ONF)                                     |
| Sociétés de production        | Babel film et l'Office national du film (ONF)                     |
| Durée                         | 127 minutes                                                       |
| Sortie en salle               | 21 août 2020                                                      |

## Genèse du film
En 2011, après une dizaine d’années de recherches généalogiques, Félix Rose et son père Paul Rose réalisent un rêve commun, à savoir parcourir l’Irlande, terre de leurs ancêtres. Le duo père-fils découvre que la famille provient du comté de Mayo et que leur patronyme s’écrivait « Rouse » avant d’être francisé en Amérique. Paul Rose était déjà connu des Irlandais car il a fait une grève de la faim en solidarité avec Bobby Sands, prisonnier politique irlandais décédé en 1981. À Belfast (Irlande du Nord), les Rose sont accueillis par les membres du Sinn Féin, parti politique né d'une scission avec l’Irish Republican Army (IRA),,. Ce voyage ne se déroule toutefois pas sans embûches, puisque Paul Rose, déjà aveugle d'un œil, perd soudainement la vue.
De retour au Québec, Félix Rose décide de monter un projet documentaire pendant que son père se reconstruit une santé. Ce dernier récupère la vue à la suite d’une opération,. Quelques mois après le tournage du film Avec la gauche, Félix Rose présente le projet du film Les Rose à son père. Après avoir discuté de la crise d’Octobre avec son fils, Paul Rose est victime d’un accident cardio-vasculaire (AVC) et est hospitalisé à l’hôpital Sacré-Cœur. À son chevet, Félix lui fait la promesse d’aller au bout sa démarche. Paul Rose décède deux jours plus tard, soit le 14 mars 2013,,,. Félix Rose présentera la mort de son père comme déterminante dans la poursuite de son projet:

« Je me suis senti investi d’une mission. Encore plus qu’avant. Je me suis aussi senti coupable de ne pas avoir [eu le temps] d’enregistrer son témoignage. Cette culpabilité s’est transformée en obsession. »

Jacques Rose, oncle de Félix Rose et ex-felquiste, n’a jamais voulu s’exprimer sur les événements d’Octobre et fut initialement réticent à participer au documentaire de son neveu. Il aura fallu deux ans à Félix Rose pour le persuader. En octobre 2015, Jacques Rose a besoin d’aide pour poser des fenêtres. Félix accepte alors de l'aider en échange de deux heures d’entrevue par jour, après les travaux. Au fil des années, Félix Rose s’est entouré d’artistes reconnus, comme le directeur photo Éric Piccoli, dont la caméra discrète et à l’affût permet de saisir toute l'intimité des échanges avec son oncle. Accompagné de Piccoli, il entame alors une semaine d’échanges intimes avec Jacques Rose. Cette semaine de tournage constituera le fil narratif du film Les Rose, qui sortira cinq ans plus tard,,,.
Un peu plus tôt, en novembre 2014, Félix Rose rencontre la productrice de l’Office national du film (ONF) Colette Loumède lors d’un évènement organisé pendant les Rencontres internationales du documentaire de Montréal (RIDM). Convaincue par son approche, Loumède accepte de coproduire Les Rose en collaboration avec la maison de production Babel Films, dont Félix Rose est actionnaire. Au fil des années, le projet obtient le soutien de la Société de développement des entreprises culturelles (SODEC), de Téléfilm Canada (en post-production), du Fonds Rogers, de TVA ainsi que des commandites octroyées par Location d’outils Simplex et de la Confédération des syndicats nationaux (CSN), qui permettent de boucler la structure financière. Le réalisateur a accumulé plus de 500 heures de matériel d’archives trouvé chez des particuliers et des institutions dont Radio-Canada, TVA, Télé-Québec, Archives nationales du Canada, Bibliothèque et Archives nationales du Québec (BaNQ), la Cinémathèque québécoise, Le Vidéographe et le Centre de recherche en imagerie populaire (CRIP), à l'Université du Québec à Montréal (UQAM). Souvent conservées sur de vieux formats, les archives ont été numérisées et restaurées par l’ONF. Félix Rose puisera également beaucoup dans les archives personnelles de sa famille:

« Ce sont souvent les mêmes archives que nous voyons quand nous parlons de la crise d’Octobre alors j’ai décidé d’aller beaucoup plus loin. J’ai fouillé dans les archives personnelles de mon père et j’ai fait plein de trouvailles. Même chose chez mes tantes. […] C’était comme un énorme casse-tête et pendant 8 ans, j’ai cherché toutes les pièces pour pouvoir raconter mon histoire. »

C’est avec Éric Piccoli et Vincent Allard qu’il tourne une quarantaine d’entrevues avec d'anciens felquistes entre 2013 et 2018, à des fins de recherche et par devoir de mémoire. Plusieurs de ces entrevues seront utilisées pour la série documentaire Le dernier felquiste, co-réalisée par Félix Rose, Éric Piccoli et Flavie Payette-Renouf. Le monteur Michel Giroux (La mémoire des anges, La part du diable) entremêle images d’époque et images récentes, ajoutant une dimension poétique au film. Le montage, qui s’est déroulé sur une période d'un an, fut l’un des derniers projets complétés dans les anciens locaux de l’ONF, à Ville Saint-Laurent (l'agence déménage au centre-ville par la suite). Les artistes Philippe Brach et La Controverse se chargent de la bande sonore,.

## Distribution
Le 14 août 2020, Les Rose est finalement présenté en ouverture du festival Les Percéides, qui bat un record d'affluence avec la présence de 500 personnes réunies dans un cinéparc (150 voitures), une formule choisie pour respecter les règles sanitaires qu'impose la pandémie de Covid-19. Le film est un succès critique et populaire. Il obtient une place enviable au box-office pendant plusieurs semaines. Les Rose figure au 5e rang des films québécois ayant rapportés le plus d'argent en 2020 avec des revenus de 220 789 dollars. Félix Rose, qui accorde une importance à la distribution en région, effectue une tournée à travers le Québec et présente son film dans 20 villes en quelques semaines.
Rose fera plus d’une centaine d’entrevues sur une période de deux mois. Dès le 27 septembre 2020, le film est disponible gratuitement sur le site de l’ONF et sur la plate-forme payante de Club illico, ce qui coïncide avec le 50e anniversaire de la crise d’Octobre,. Le même jour, Félix Rose est invité à la première de la 17e saison de la populaire émission Tout le monde en parle et son entrevue se déroule quelques minutes avant la diffusion d’une version courte du film Les Rose sur les ondes de TVA. Cette diffusion à TVA obtient une cote d'écoute de 224 000 téléspectateurs.Les Rose est le film francophone le plus visionné de l'année 2020 sur la plateforme de l'ONF. C'est également le film le plus visionné de l'histoire de la plateforme, avec plus de 70 000 visionnements. Depuis novembre 2020, le film est également diffusé aux États-Unis à travers Amazon Prime. En juillet 2021, le documentaire traverse l'Atlantique pour être présenté en avant-première française au festival Doc-Cévennes situé dans le village de Lasalle en France.

## Réception
Les Rose est nommé comme l'un des cinq meilleurs films de l'année par l'Association québécoise des critiques de cinéma (AQCC) et se retrouve dans les onze coups de cœur culturels de l'année dans La Tribune. À Radio-Canada, il fait partie du palmarès des films qui ont fait l'année 2020 dans le monde. Il est le recipiendaire du Prix du Public au Gala Québec-Cinéma.
Malgré certaines controverses, le film est généralement bien reçu par la critique francophone, ce qui explique notamment le succès du film en salle, surprenant pour un documentaire. On souligne les qualités cinématographiques et les perspectives historiques du film, qui explore un pan méconnu de l'histoire du Québec. Le personnage de Rose Rose, la grand-mère du cinéaste, est pour plusieurs la révélation du documentaire. À l'international, il faut également souligner la couverture du New-York Times, qui qualifie Les Rose de «succès surprise et de phénomène au Québec» (surprise hit and sensation in Quebec).
- « Le récit est limpide, très personnel, extrêmement révélateur des valeurs qui guident les frères Rose, de la place qu’occupe la mère de ces deux frères, Rose Rose, une femme toute impressionnante, ce n’est pas toute l’histoire, mais c’est assurément une leçon d’histoire[33]. » - Michel Coulombe, Radio-Canada
- « Mes attentes n’ont absolument pas été déçues, je dirais le contraire […] La grande découverte de ce film-là est Rose Rose, la mère de Paul Rose, qui est une femme sans beaucoup d’instruction, mais avec un charisme, un engagement et une générosité incroyables […] C’est un travail titanesque de montage […] C’est un cours d’histoire sur l’histoire moderne du Québec, ce qui a construit le Québec[34]. » - Nathalie Petrowski dans « Pénélope », Radio-Canada
- « Les Rose se révèle un documentaire important […] Ce documentaire n’est pas le premier film de Félix Rose et il a réalisé un solide travail de contexte et de vulgarisation. Certains moments se révèlent particulièrement éclairants sur l’époque[35]. » - Éric Moreault, Le Soleil
- « L’émotion est palpable à plusieurs occasions dans le film de Félix Rose, pendant les entretiens de son oncle, mais aussi notamment lors de l’allocution bouleversante de Paul, à ce moment toujours emprisonné, aux funérailles de sa mère. Coïncidant avec les 50 ans de la crise d’Octobre la sortie de Les Rose risque de ramener dans l’espace public de sérieuses discussions dont le Québec ne peut plus - et n’aurait jamais dû - faire abstraction[36]. » - Jean-Philippe Desrochers, Revue Séquences
- « Les Rose, fruit de huit ans de recherches, enrichit notre vision de l’histoire […][37]» - Marc-André Lussier, La Presse
- « Félix Rose a pris la posture du documentariste en réalisant ce film sur son père. Il permettra peut-être ainsi à toute une génération de redécouvrir un pan de son histoire[38]. » - Caroline Montpetit, Le Devoir
- « Alors qu’on commémore les cinquante ans de la crise d’Octobre, le film Les Rose vient brasser des choses complexes en nous[39]. » - Claude Villeneuve, Journal de Montréal
- « Plus qu’un simple documentaire historique, Les Rose touche la corde sensible à plusieurs reprises, grâce notamment à des extraits inédits de petits films familiaux qui montrent les Rose dans des moments de bonheur […] Difficile de ne pas s’attacher aux membres de cette famille qui ressemble, malgré tout, à plusieurs autres familles québécoises. Les Rose, dans le fond, c’est la petite histoire qui raconte aussi la grande[40]. » - Maxime Demers, Journal de Montréal
- « Mine de rien, c’est un film qui montre absolument des personnages extraordinaires, je pense évidemment surtout à Rose Rose, la mère de la famille qui est une femme extraordinaire qui, avec son mari, forme un couple typiquement québécois, le père on le voit tout le temps, il est dans les marches, les manifs, mais il ne dit jamais rien et la mère c’est celle qui tient la famille debout, qui prend la parole, c’est celle qui va se battre pour libérer les enfants[41]. » - George Privet, Radio-Canada
- « En plus de réhabiliter avec nuances la mémoire de son controversé paternel, Félix Rose a produit une synthèse précieuse et étoffée de l’histoire du Québec moderne. Disposant d’une abondance de films de famille et de documents d’archives souvent inédits, le cinéaste les a agencés de manière alerte avec ses éclairants témoignages de première main[42]. » - Journal Métro
- « Les Rose révèle l’aspect humain derrière les faits historiques. Ce n’est pas donné à tous de réaliser avec tant de talent un documentaire sur son père, que l’histoire réduit à une dimension[43]. » - Pierre Nantel, Journal de Montréal
- « Né en 1987, Félix Rose a appris très jeune l’implication de son père Paul dans la Crise d’octobre de 1970. Dès lors, il a voulu mieux le connaître, comprendre ses motivations et explorer son histoire familiale. Il en a fait un documentaire. Une démarche de cinéaste et personnelle à travers laquelle il assume à la fois son statut de « fils de » et son entière indépendance[44]. » - André Duchesne, La Presse
- « Le film devient rapidement très touchant, c’est une lettre d’amour d’un fils à son père[41]. » - Hélène Faradji, Radio-Canada
- « Sur le strict plan cinématographique, ce documentaire est passionnant, bien tourné et nous propose des scènes d’archives inédites. C’est tout un pan refoulé de notre histoire qui remonte à la surface. Mais surtout la réflexion sur l’histoire du Québec qui devrait nous interpeller[45]. » - Mathieu Bock-Côté, Journal de Montréal

## Controverses

### Dans les médias
De par le sujet controversé qu'il aborde, Les Rose est, sans surprise, à l'origine de débats dans les médias. Malgré la réception généralement positive, certains journalistes et chroniqueurs reprochent au documentaire une complaisance envers la gravité des évènements abordés. C'est le cas des chroniqueurs politiques Marc Cassivi, Lise Ravary et Denise Bombardier, qui dénoncent le manque de recul du cinéaste par rapport à sa famille, lui reprochant de montrer une version romantique de l’histoire du FLQ, de faire la glorification d’assassins et de ne pas avoir insisté davantage auprès de son oncle sur les circonstances exactes de la mort de Pierre Laporte,,. Dans La Presse, Cassivi s'inquiète:

« Le danger, c’est que cette version édulcorée de l’histoire se substitue à terme, par la force du cinéma, à l’histoire réelle. Celle dont seul Jacques Rose connaît la vérité. »

Déjà, en 2018, Ravary se disait outrée du fait que Félix Rose obtienne du financement public pour son film. La chroniqueuse du Journal de Montréal insistait alors sur ce qu'elle considère être l'absence de remords des frères Rose:

« La dernière qui me fait hurler? La subvention à Félix Rose, fils de Paul Rose et neveu de Jacques Rose du FLQ, pour réaliser un documentaire sur sa famille. Malgré les controverses entourant leurs agissements pendant la crise d’Octobre, les frères Rose n’ont jamais exprimé de regret pour l’enlèvement et la mort de Pierre Laporte. »

La réception du documentaire dans la presse anglophone est également plus mitigée. Dans la Montreal Gazette, le chroniqueur Dan Macpherson reproche au documentaire ses biais et l'assimile à de la propagande felquiste:

« I’ve seen the film. It’s a one-sided, selective history of Quebec’s first family of politically motivated crime, told exclusively by them, and produced by Paul Rose’s son. In short, it’s pro-FLQ propaganda. »

Le 27 septembre 2020, Félix Rose répond pour la première fois aux critiques à la populaire émission Tout le monde en parle. Devant plus d'un million de téléspectateurs, il explique qu'il n'a jamais voulu banaliser les gestes commis et qu'il n'approuve ni l'enlèvement, ni la mort d'un homme. Sa quête personnelle viserait plutôt à tenter de comprendre les raisons derrière les gestes commis:

« Je suis pas un militant, je porte un regard d’un fils sur son père. Évidemment j’ai pas de recul. C’est mon père, mon père je l’aime. Mais j’ai pas la prétention de faire un film objectif. D’entrée de jeu, je pars de moi pis je dis « je vous raconte l’histoire tel que je la connais», pis l’idée c’était pas de les glorifier. Moi l’idée c’était de les humaniser, parce que c’est pas des héros, mais c’est des gens profondément humains. Moi je viens d’une famille très aimante, pis quand on comprend que ces gens-là étaient des humains qui ont fait des gestes graves, là tu te poses des questions sur pourquoi ils l’ont fait. Les motivations, pis là ça revient à l’histoire du Québec, l’époque, pis tu te dis c’est une époque très violente pis à force de recevoir des coups, tu peux comprendre que des gens décident d'en donner. »

### Dans l'arène politique
Le documentaire anime également les débats et suscite la controverse dans l'arène politique. Le 23 août 2020, lors d’une projection spéciale à Québec, la députée de Québec solidaire (QS) Catherine Dorion lève le poing devant l’affiche du film (voulant recréer le même geste de Paul Rose en 1971). Après la diffusion de la photo dans les médias, la députée du Parti libéral du Québec (PLQ) Marie Montpetit reproche à Dorion « d’honorer les terroristes » et d'avoir «manqué profondément de respect à la famille de Pierre Laporte». Le député de QS Gabriel Nadeau-Dubois prend alors la défense de Dorion à l'Assemblée nationale, estimant qu'il est légitime pour tout élu de visionner un « film historique puis de se prendre en photo devant l'affiche » et que Dorion n'avait pas l'intention de manifester «une forme d'appui à la violence». Dans une lettre ouverte dans La Presse, Christian Picard, un étudiant au doctorat en science politique, reproche même à certaines politiciens et personnalités publiques de faire l’apologie du terrorisme par leur «adhésion» aux actions de Paul Rose.
Les Rose a de la visibilité jusqu'au niveau fédéral, alors que les députés du Bloc québécois visionnent le film lors d'une projection spéciale organisée à Beloeil. Au même moment, à l'occasion des 50 ans de la crise d'Octobre, les députés bloquistes exigent du gouvernement fédéral des excuses pour l'application de la Loi sur les mesures de guerre en 1970. Cette initiative est alors soutenue par François Legault, premier ministre du Québec, mais se heurte à l'opposition du gouvernement fédéral (Parti libéral du Canada) et du Parti conservateur (PLC). Le premier ministre du Canada, Justin Trudeau, dont le père, Pierre Elliott Trudeau, occupait le même poste lors de la crise d'Octobre 50 ans plus tôt, explique qu'il se souvient surtout de Pierre Laporte, « enlevé et assassiné par une cellule terroriste » et soutient qu'il s'agissait des «événements de la crise d’Octobre dont nous devons nous souvenir ».

### Auprès des ex-felquistes
À un plus petite échelle, Les Rose suscite également la controverse et réveille des tensions entre les protagonistes du documentaire: certains ex-felquistes des cellules Chénier et Libération. Les anciens membres de la cellule Libération reprochent en particulier à Jacques Rose le portrait peu flatteur qu'il fait de leur groupe dans le documentaire. Ce dernier leur a notamment reproché d'être allé «emmerder Fidel Castro» lors de leur exil à Cuba après la crise. Jacques Lanctôt, leader de la cellule Libération, signe un texte dans le Journal de Montréal où il reproche au documentaire de vouloir faire des évènements d'Octobre une «histoire de famille»:

« Or, Octobre 1970 n’est pas une histoire de famille. Ni la mienne ni celle des Rose. Nos actions avaient été préparées et planifiées de longue date. Ce n’est pas un événement improvisé ou précipité, comme l’a laissé entendre un critique du Devoir. 
L’enlèvement du diplomate britannique s’inscrivait dans toute une série d’actions révolutionnaires au Québec et ailleurs dans le monde, et plus précisément en Amérique latine, où des actions similaires avaient été couronnées de succès, avec la libération de prisonniers politiques. »

Dans le même article, même s'il indique ne pas encore avoir vu le film, Lanctôt reproche également au documentaire de ne pas aborder l'impact qu'a eu la mort de Laporte, alors entre les mains de la cellule Chénier, sur l'opinion publique : 

« Mais une chose est sûre. C’est que ce bel élan de sympathie à notre égard est mort avec Pierre Laporte. Cela, je doute que le film le souligne »

Jacques Cossette-Trudel, un autre ancien felquiste de la cellule Libération, fait quant à lui une sortie étonnante dans les médias. Dans une entrevue accordée à Radio-Canada, Cossette-Trudel affirme que Paul Rose aurait voulu que la cellule Libération tue leur otage, le diplomate britannique James Richard Cross. C'est lors d'une rencontre entre les deux cellules chez Louise Verreault, sympathisante felquiste et ancienne amie de cœur de Paul Rose, que la demande aurait été faite après que Rose ait posé son revolver sur la table. Dans la même entrevue, Cossette-Trudel reproche également aux Rose de «séquestrer l’Histoire» en ne dévoilant pas les circonstances exactes de la mort de Pierre Laporte.
La version des faits de Cossette-Trudel a été contredite par Louise Verreault, seule autre témoin de la rencontre entre les deux cellules du FLQ. Alors qu'elle n'avait jamais accordé d'entrevue à la presse, Verreault sort de son silence et s'entretient avec Radio-Canada. Bien qu'elle affirme ne pas avoir assisté à l'entièreté de la rencontre entre les deux hommes (mais qu'il s'agissait d'un petit logement où tout s'entend), elle conteste entièrement le récit de Cossette-Trudel: 

« Je ne me souviens pas des mots exacts de ce qui a été dit [ce jour-là], mais s’il avait été question de tuer quelqu’un, ça, je m’en serais souvenue. Et si Paul avait eu un revolver, moi, je ne l’aurais pas toléré. »

La version de Cossette-Trudel ne correspond pas non-plus aux conclusions du Rapport Duchaîne (1980), où on affirme qu'il n'a jamais été question d'exécuter les otages lors de cette rencontre chez Louise Verreault. Dans une entrevue accordée à La Presse, l'homme derrière le rapport, Jean-François Duchaîne, se dit convaincu que Cossette-Trudel «exagère dans son rappel des faits» et n'accorde pas beaucoup de crédibilité à sa version des évènements :

« J’ai longuement interrogé Paul Rose. Je suis convaincu que ce gars-là n’était pas quelqu’un capable de tuer de sang-froid. La mort de Pierre Laporte n’avait rien de prémédité »

Cossette-Trudel maintient sa version des faits, expliquant que Louise Verreault n'était pas dans la même pièce lorsque Paul Rose lui aurait demandé d'exécuter l'otage. Louise Lanctôt, ex-conjointe de Cossette-Trudel et ex-felquiste de la cellule Libération, corrobore ces propos dans son livre Une sorcière parmi les felquistes (Le Scriptorium, 2020). Elle y explique que Cossette-Trudel, à son retour de la rencontre avec Paul Rose, aurait « fait part [...] de l’objectif du groupe de Paul [Rose] d’exécuter Pierre Laporte, comme tout groupe de guérilla le faisait, en nous demandant de faire de même avec James Richard Cross».
Paul Rose ne pouvant pas donner sa version des faits puisqu'il est décédé en mars 2013, c'est son fils Félix qui se charge de répliquer, affirmant que la version de Cossette-Trudel ne «tient pas la route» et qu'elle «ne correspond pas à la cinquantaine de témoignages d'une cinquantaine de felquistes» qu'il a interrogé dans la décennie précédent la sortie de son documentaire. Deux membres de la cellule Chénier, Jacques Rose et Bernard Lortie, font également des sorties publiques pour défendre Paul Rose. Dans Le Devoir, Jacques Rose dénonce un «mensonge» alors que Lortie, s'adressant au journaliste, nie toute volonté d'exécuter les otages: «Compte tenu de l'organisation, tu sais, c'était du bluff».

### Gala Québec-Cinéma
Une controverse éclate à la suite du dévoilement des nominations du Gala Québec-Cinéma en avril 2021. Le cinéaste Jules Falardeau et l’auteur-compositeur-interprète Émile Bilodeau publient une lettre ouverte dans Le Devoir, déplorant le fait que Les Rose soit le « grand oublié des prix Iris » malgré son succès critique et commercial,.

« Pour quelles raisons le jury des catégories documentaires aux prix Iris, composé de "sept professionnels nommés par les associations professionnelles de l'industrie, a choisi d’ignorer les qualités cinématographiques évidentes et reconnues de ce film? Leur décision a-t-elle pu être motivée par une aversion pour le film politique ou une « peur de diviser »? »

— Jules Falardeau et Émile Bilodeau
On se questionne également sur l’absence du film dans la catégorie Prix du public (Gala Québec-Cinéma), composé des cinq plus gros film du box-office de l’année. Les Rose était pourtant en cinquième position du palmarès, une situation inédite pour un documentaire. Le film est néanmoins disqualifié parce que les documentaires n’y sont pas admissibles. Pourtant, en soutien à l’industrie cinématographique, qui fut fortement ébranlée par la pandémie de Covid-19, l'organisme Québec-Cinéma avait exceptionnellement décidé d’inclure dans la catégorie les seize fictions sorties en salle en 2020. Falardeau et Bilodeau demandent qu’on fasse preuve de la même solidarité envers les documentaires,. Leur lettre ouverte est appuyée par 28 personnalités de différents milieux dont les cinéastes Hugo Latulippe, Simon Beaulieu et Luc Bourdon, la productrice Bernadette Payeur, les distributeurs Benjamin Hogues (Les Films du 3 Mars) et Louis Dussault (K-Films Amérique), le rappeur Biz, les politiciens Catherine Dorion, Denis Trudel, Alexandre Leduc et Pascal Bérubé, le comédien Sébastien Ricard ainsi que l’humoriste Guillaume Wagner.
Ségolène Roederer, directrice générale de Québec-Cinéma, défend son organisation et réfute l’hypothèse que Les Rose soit écarté pour des raisons politiques. Pour ce qui est du Prix du public, on se dit ouvert à revoir les règlements des prochaines éditions afin d'y inclure les documentaires, mais pas pour le gala de 2021: « La volonté de Québec Cinéma est de s’assurer de ne pas réagir à des choses et de ne pas changer les règles en cours de route. Ce sont des règlements qui doivent évoluer avec un processus,. »

À la suite d’une pétition de 1313 signatures, Québec-CInéma décide finalement d’intégrer treize documentaires dans la catégorie Prix du public, dont Les Rose. Ce revirement de situation est salué par les médias et documentaristes,. 

« C’est une belle victoire pour Les Rose, mais surtout pour le documentaire comme genre cinématographique. Plusieurs documentaires ont connu un grand succès au cinéma cette année, ça montre que les Québécois ont un appétit grandissant pour ce genre. Le documentaire n’est pas un sous-genre, et mérite entièrement sa place dans la catégorie prix du public de ce gala. »

— Félix Rose au Le Devoir
Après un premier tour de vote en ligne, le public choisit les cinq finalistes, trois fictions et deux documentaires : La déesse des mouches à feu, Jusqu’au déclin, Club Vinland, Je m’appelle humain et Les Rose. Lors de la 23e cérémonie du Gala Québec-Cinéma, Les Rose remporte le Prix du public. À la réception de son Iris, Félix Rose lance un cri du cœur pour la reconnaissance du documentaire. Selon le chroniqueur culturel Richard Therrien, il s’agit de l’un des moments marquants de la soirée. On parle même d’une douce revanche pour Rose:

« Le genre documentaire, fondateur de notre cinéma, est populaire. Donnons-lui davantage de visibilité, et ce, dans toutes les régions du Québec. J’ai été particulièrement ému par le fort achalandage chez les jeunes qui m’ont souvent répété « On ne connaît pas notre histoire et on veut en savoir plus ». Pour permettre la transmission, il faut donner plus d’outils aux créateurs et surtout, rendre notre patrimoine accessible. La réalité, c’est que les archives, ça coûte la peau des fesses. Nous n’avons pas les moyens de nous raconter. Aidez-nous à creuser notre passé afin de mieux éclairer notre présent »

— Félix Rose au Gala Québec-Cinéma
Rose remercie sa famille, notamment son père Paul qui lui a transmis le goût du pays. Pendant que la musique sur scène se faisait de plus en plus pressante, il dédie son prix à ses grands-mères et à sa fille en terminant son discours avec une référence au documentaire Pour la suite du monde. Deux jours plus tard, par le biais d'une motion à la Chambre des communes, Félix Rose est félicité par le Bloc québécois:

« Monsieur le Président, le documentaire québécois, Les Rose du réalisateur Félix Rose, fils de Paul Rose, a récemment reçu l'Iris prix du public, lors du Gala Québec Cinéma. N'ayant pas reçu les nominations attendues, ce sont les pétitions, les lettres d'opinion de cosignataires du milieu et son succès exceptionnel en salle qui auront incité Québec Cinéma à le porter finalement en nomination. D'une grande justesse, sans masque, sans filtre, en toute objectivité, Les Rose a connu un immense succès, et ce prix du public démontre encore une fois à quel point ce passage de notre histoire a marqué les Québécois. Félix Rose, qui nous offre le regard de son père pendant la période tumultueuse entourant la crise d'Octobre, nous rappelle l'importance capitale du cinéma documentaire dans le paysage de la culture québécoise. De Pierre Perrault, avec Pour la suite du monde, en passant par Denys Arcand, avec Le confort et l'indifférence, jusqu'à Les Rose, le documentaire au Québec est porteur de ce qui nous définit, nous raconte, nous immortalise. Au nom du Bloc québécois, pour le courage, l'audace et le grand souci de mémoire, je dis bravo et félicitations à Félix Rose! »

— Caroline Desbiens du Bloc québécois

## Récompenses
- Gagnant du prix du meilleur documentaire au festival Les Percéides (2020)[75]
- Gagnant de l’Iris prix du public au Gala Québec Cinema (2021)[76]
- Gagnant du prix Or aux Concours IDEA - Meilleure exploitation des données et de la recherche (2021)[77]
- Gagnant au Gala des Prix Gémeaux - Meilleur montage : affaires publiques, documentaire - émission (2021) [78]
- Nomination au Prix collégial du cinema québécois (2021)[79]
- Nomination au Prix Luc-Perreault de l'Association québécoise des critiques de cinéma (2021) [80]
- Nomination au Gala des Prix Gémeaux - Meilleure émission ou série documentaire : biographie ou portrait (2021) [81]
- Nomination au Gala des Prix Gémeaux - Meilleure réalisation documentaire : biographie ou portrait, arts et culture, nature, sciences et environnement - émission (2021)[81]
- Nomination au Gala des Prix Gémeaux - Meilleure recherche : documentaire - émission (2021) [81]
- Nomination au Gala des Prix Gémeaux - Meilleur son : magazine, affaires publiques, documentaire toutes catégories (2021) [81]
- Nomination au Gala des Prix Gémeaux - Meilleure musique originale : documentaire (2021) [81]